# Temesgen Buru
Temesgen Mebrahtu Buru, né le 16 novembre 1994 à Mekele, est un coureur cycliste éthiopien.

## Biographie
En 2014, Temesgen Buru se classe sixième du Tour du Rwanda. L'année suivante, il est médaillé de bronze dans le contre-la-montre par équipes et la course en ligne espoirs aux championnats d'Afrique sur route.
En 2016, il court durant quelques semaines sous les couleurs de l'équipe continentale Burgos BH,. En avril 2017, il intègre le Team Rémy Meder Haguenau, un club français évoluant en division nationale 2. Bon grimpeur, il s'impose sur le Tour du Bassin de Pont-à-Mousson en première catégorie. Il se fait également remarquer sur le Tour des Deux-Sèvres en terminant huitième du classement général.

## Palmarès
- 2015
  -  Médaillé de bronze du championnat d'Afrique du contre-la-montre par équipes
  -  Médaillé de bronze du championnat d'Afrique sur route espoirs
- 2017
  - Tour du Bassin de Pont-à-Mousson
  - 2e du championnat d'Éthiopie du contre-la-montre
  - 4e du championnat d'Afrique sur route
- 2018
  - 3e du championnat d'Éthiopie du contre-la-montre
- 2019
  - 2e du championnat d'Éthiopie du contre-la-montre
  - 2e du championnat d'Éthiopie sur route
  -  Médaillé de bronze du championnat d'Afrique du contre-la-montre par équipes

## Classements mondiaux
| Année           | 2014 | 2015 | 2016 | 2017 | 2018 | 2019 |
| --------------- | ---- | ---- | ---- | ---- | ---- | ---- |
| UCI Africa Tour | 108e | 204e |      | 15e  | 84e  | 21e  |